# فهرنهايت 451
فهرنهايت 451 رواية عالمية من تأليف الروائي الأمريكي راي برادبري تحكي عن قصة نظام شمولي يقوم بغزو العالم في المستقبل ويجعل التلفزيون دعاية سياسية له ويقوم بحرق الكتب على درجة 451 فهرنهايت. بطل الرواية هو رجل الإطفاء «مونتياج» يلتقي صدفة بجارته المثقفة وتدعى كلاريس التي قامت بجذبه وإقناعة بقراءة رواية جميلة فوقع مونتياج في حب التراث الإنساني العريق الذي لم يكن يعلم عنه لولا كلاريس. وبالتدريج تمرد هو أيضا على السلطة. نشرت لأول مرة في عام ١٩٥٣م وتعد أكثر أعماله نجاحاً وانتشاراً. وتعتبر ردًا من راي برادبري على الإرهاب الثقافي الذي مارسه السيناتور جوزيف مكارثي على الكتاب والمثقفين في أمريكا.
ترجمت الرواية إلى عدة لغات منها العربية، وتم اقتباسها في فنون متنوعة كالمسرح والدراما الإذاعية، والقصة المصورة، والفلم، وألعاب الحاسوب، والكتاب الصوتي. قوبلت الرواية بالمنع في بعض البلدان في فترات مختلفة بسبب طرحها الذي يخالف أهداف بعض الحكومات، مما يزيد من المفارقة التي يتطرق لها الكتاب. وجدير بالذكر أن المؤلف باع مئتين نسخة من الكتاب بصفحات مغلفة بمادة مقاومة للاحتراق. تستعرض الرواية المجتمع الأمريكي في المستقبل، حيث تكون الكتب ممنوعة وتصبح وظيفة رجال الإطفاء هي إحراق الكتب بدلاً من إطفاء النيران. ويرمز عنوان الكتاب إلى درجة الحرارة التي يبدأ فيها الورق بالإحتراق، وهي بمقياس فهرنهايت تساوي ٤٥١، والتي تعادل ٢٣٢،٨ درجة مئوية.

## ملخص الحبكة
فهرنهايت ٤٥١ رواية مستقبلية سوؤاوية تجري أحداثها في مدينة أمريكية غير محددة في وقت غير محدد في المستقبل، بعد عام 1960. الشخصية الرئيسية في القصة هو "جاي مونتاج" رجل إطفاء كره وظيفته في إحراق الكتب وتدمير الثقافة والمعرفة فترك وظيفته ليكرس نفسه للمحافظة على ما كان يدمره. تعتمد الفكرة الأساسية للرواية على التلاعب اللغوي في اللغة الإنكليزية بالمسمى الوظيفي لمن يعمل في إطفاء النيران (رجل النار)، ففي اللغة العربية يسمون بالإطفائيين أما بالانكليزية يسمون باسم مركب يترجم حرفياً إلى "رجال النار" مما أتاح للمؤلف فرصة التلاعب بالاسم، فرجال النار الذين كانوا يعملون في إطفاء النار، لذلك سموا بها، صاروا هم رجال النار الذين يعملون على إشعالها.
تنقسم الرواية إلى ثلاثة فصول: الموقد والسمندر، الغربال والرمل والاحتراق المشرق.

### الموقد والسمندر
"جاي مونتاج" رجل ثلاثيني، متزوج وليس له أبناء، فاقد للسعادة، يعمل إطفاءياً مثل أبيه وجده، وظيفته إحراق بيوت من يملك الكتب، لأن امتلاكها مخالف للقانون. في ليلة خريفية عندما كان يمشي عائداً من عمله التقى جارته الجديدة الشابة "كلاريس ماكليلان" ذات الفكر المتحرر مما دفعه ليتفكر بحياته، وبمفهومه عن السعادة. وعندما وصل إلى بيته وجد زوجته "ميلدريد" مغشياً عليها بسبب تعاطيها لجرعة زائدة من الحبوب المنومة، فاتصل بالإسعاف. جاء المسعفون، وبدون اكتراث أفرغوا معدتها بجهاز شفط، وسحبوا دمها المتسمم كاملًا، واستبدلوه بدم جديد، ثم خرجوا لإنقاذ ضحايا آخرين بنفس حالتها. بعدها خرج مونتاج من بيته وسمع صوت عائلة كلاريس، وأخذ يسترق السمع لهم وهم يتحدثون عن حالة الجهل في المجتمع. واستمرت لقاءات مونتاج بكلاريس لعدة أيام، حدثته عن اهتماماتها غير المألوفة التي أثارت استهجان أقرانها فأجبرت على الذهاب للطبيب النفسي ليعالج أفكارها وتصرفاتها. بعد أن اعتاد مونتاج على تلك اللقاءات وصار يترقبها بشوق إختفت كلاريس فجأة، فشعر أن في الأمر سرًا. وفي أحد الأيام عندما كان يرش مع فريقه بالكيروسين بيتًا ممتلئًا بالكتب لامرأة عجوز تمهيدًا لإحراقه، اختطف مونتاج كتاباً وخبأه في ملابسه دون أن يراه زملاؤه. رفضت العجوز التخلي عن كتبها ومغادرة المنزل، وفضلت أن تشعل ثقاباً تحرق به نفسها مع كتبها وبيتها. دفعت صدمة انتحار العجوز مونتاج للرجوع لبيته، وإخفاء الكتاب تحت وسادته، ثم أيقظ ميلدريد وسألها إن كانت تعرف أو سمعت شيئاً عن كلاريس، فقالت له: أن عائلتها انتقلوا للعيش في مكان آخر بعد أن موت كلاريس نتيجة حادث سيارة قبل أربعة أيام. حاول مونتاج النوم وهو مستاء من ميلدريد لنسيانها إخباره بالأمر حال حدوثه، واستشعر وجود شيء خلف باب منزله شك بأنه "الكلب الآلي" الروبوت ذو الأرجل الثمانية، الذي يستخدمونه في العمل لمطاردة واصطياد مجمعي الكتب. في اليوم التالي استيقض مونتاج متوعكًا، وحاولت ميلدريد الاعتناء بزوجها لكنها وجدت نفسها منشغلة بـ"جدار الردهة" وهو نظام ترفيه مكون من شاشات تلفاز تملأ جدران ردهة المنزل كاملة. استشارها مونتاج بأخذ إجازة من عمله ليتعافى مما أصابه بعد ما حصل له أمس، ففجعت ميلدريد بمجرد تفكيرها بأنها ستفقد بيتها و"عائلتها" التي في جدار الردهة. قام رئيس مونتاج في العمل "الكابتن بيتي" بزيارة مونتاج ليطمئن عليه، وليجيب على تساؤلاته أخذ يحكي له تاريخ الكتب وكيف فقدت قيمتها، وكيف تغيرت وظيفة رجال الإطفاء، وكيف أن الناس فضلوا الإعلام الجديد كالتلفزيون، والأفلام، والرياضة عليها، ومع نمط الحياة المتسارع اختصرت بشدة لتناسب مدى الانتباه القصير لدى الناس، وكذلك فإن التقدم التقني مكن من صنع المباني من مواد مقاومة للحرائق؛ مما جعل وظيفة رجال الإطفاء عديمة الفائدة؛ فغيرت الحكومة وظيفتهم ليكونوا ضباط راحة بالمجتمع، فبدلاً من إخماد الحرائق صاروا هم من يشعلها، خصوصاً لإحراق الكتب، التي يمنعها القانون كونها مصدر للأفكار المحيرة والمحبطة التي تزيد حياة الناس تعقيداً. وبعد تصرفات ميلدريد المثيرة للريبة التي حاولت بها التلميح للكتاب المخبأ تحت وسادة مونتاج؛ بدأ الكابتن بيتي يشك في الأمر وألقى تعليقاً عفوياً قبل خروجه قائلاً: إن علمنا أن عند الإطفائي كتاب فإننا نطلب منه إحراقه خلال أربع وعشرين ساعة، وإن رفض فسنأتي لإحراقه له. بعد أن خرج الكابتن بيتي، أخبر مونتاج ميلدريد أنه جمع بعض الكتب خلال العام الماضي، وخبأها في مجرى التكييف في السقف، وبعد ما أخرج الكتب لها سحبت أحدها وهرعت بفزع لمحرقة النفايات في المطبخ لترميه فيها، عرض عليها مونتاج أن يقرآ الكتب ليريا إن كانت عديمة الفائدة حقاً، وإن كان لا فإنه يعدها أن يحرقها كلها وستعود الحياة إلى طبيعتها.

### الغربال والرمل
لم تعجب ميلدريد بفكرة قراءة الكتب، وقالت: لماذا علي أو على أي أحد أن يهتم أو يكترث بالكتب. فرد عليها مونتاج منزعجاً: ماذا عن محاولاتك الفاشلة للانتحار، واختفاء كلاريس وموتها، والمرأة التي أحرقت نفسها، وخطر الحرب المحدق الذي يتجاهله الجميع، لا بد أن كتب الماضي تحوي رسائل تنقذ بها البشرية من تدمير نفسها في المستقبل. قطع محادثتهما صوت مكالمة من صديقة ميلدريد السيدة "باولز" واتفقتا على مشاهدة جدار الردهة في المساء عند ميلدريد. أحس مونتاج أنه لا جدوى من زوجته لمساعدته في فهم الكتب، فتذكر شيخاً كبيراً يدعى "فيبر" كان أستاذ لغة في الجامعة قبل منع الكتب، التقى به في الحديقة ذات يوم. ركب مونتاج القطار واتجه لبيت فيبر ومعه نسخة نادرة من الإنجيل، الكتاب الذي سرقه من بيت المرأة العجوز. وعندما وصل لبيت فيبر أرغم مونتاج الشيخ الخائف المتردد على مساعدته بتمزيق صفحات الإنجيل أمامه صفحة تلو الأخرى بتأني، فاستسلم فيبر لطلبه وأعطاه سماعة أذن صغيرة صنعها بنفسه، ليكونا على اتصال دائم بها. وصلت السيدة باولز والسيدة "فيلبس" صديقات ميلدريد لمشاهدة جدار الردهة معها، قام مونتاج بإطفاء الجدران وحاول أن يتحدث معهن في أي أمر ذو شأن، ليتبين له كيف أنهن متشابهات في الجهل والحماقة واللا مبالاة، ثم تركهن لبرهة وعاد حاملاً كتاب أشعار بيده، ما أثار خوف فيبر الذي يستمع لكل شيء من بيته، وأثار استغراب السيدات، حاولت ميلدريد تبرير تصرفه على أنه من عادات الإطفائيين أن يأخذوا أحد تلك الكتب القديمة كل عام لقراءته؛ ليضحكوا على سخافة الماضي. أخذ مونتاج يقرأ أبيات من شعر "شاطئ دوفر" فبدأت السيدة فيلبس بالبكاء، فرمى مونتاج الكتاب في محرقة النفايات بأمر من فيبر، وخرجت السيدات وهن مشمئزات، وأقفلت ميلدريد باب الحمام عليها وحاولت قتل نفسها مجدداً، بتعاطي جرعة زائدة من الحبوب المنومة. خبأ مونتاج الكتب في حديقة منزله، قبل أن يذهب للعمل في وقت متأخر من الليل. وعندما وصل لمحطة الإطفاء وجد الكابتن بيتي يلعب الورق مع بقية الإطفائيين. سلم مونتاج لبيتي كتاباً آخر غير الذي كان يظن أن بيتي يعلم أنه سرقه. فرمى بيتي الكتاب في سلة القمامة بدون أي اكتراث وأخبر بيتي مونتاج بأنه حلم بأنهما كانا يتبارزان باقتباس مقولات من الكتب لبعضهما البعض. ليكشف بالرغم من خيبة أمله أنه كان يوماً ما محباً للقراءة. رن جرس الإنذار، فقام بيتي ليأخذ العنوان من منسق العمليات. ركبوا سيارة الإطفاء، وكان بيتي يقود بلا إكتراث، وهم في الطريق الى وجهتهم، بيت مونتاج.

### الاحتراق المشرق
أمر الكابتن بيتي مونتاج أن يحرق بيته بنفسه مستخدماً نفاث اللهب اليدوي، بدلاً من نفاث سيارة الإطفاء الذي يسمونه "السمندر"، وأخبره أن زوجته وصديقاتها هن من بلغ عليه. خرجت ميلدريد من البيت، مفزوعة لأنها ستفقد عائلتها في جدار الردهة. غير عابئة بما يحدث حولها، ولا بزوجها الواقف أمامها. ورحلت مستقلة سيارة أجرة. بدأ مونتاج بتدمير بيته، لكن بيتي لاحظ سماعة مونتاج، وعزم على اعتقال فيبر. هدد مونتاج بيتي بقاذف اللهب، وبعد أن استفزه بيتي أحرقه به، وضرب الإطفائيين الآخرين ليفقدهما الوعي. وقبل أن يتمكن مونتاج من الهروب، قفز عليه الكلب الآلي، وحقن ساقه بمخدر للإعصاب. لكن مونتاج استطاع تدمير الكلب الآلي بقاذف اللهب، ليلوذ بالفرار مجرجراً ساقه المخدرة. وهو يمشي تفطن لتوه أن الكابتن بيتي كان يتمنى الموت من قبل، وأنه تعمد استفزازه وتزويده بالسلاح. مشى مونتاج في شوارع المدينة متجها بلا شعور لبيت فيبر، وفي طريقه قطع طريقاً واسعاً، وكادت سيارة مسرعة أن تدهسه، لكنه نجى بأعجوبة، وتفكر حينها بأنه كان سيلقى حتفه كما لقيته كلاريس من قبله. عندما وصل لبيت فيبر حثه على الاستعجال بالهروب إلى الريف، والعثور على مجموعة قراء الكتب المنفيين هناك. وأخبره بأنه سيركب الحافلة متوجهاً إلى مدينة "سانت لويس" ليلتقيا فيها لاحقاً. شغل فيبر تلفازه ليشاهدا تغطية إخبارية مباشرة، من طائرة مروحية تتبع كلب آلي آخر أطلقوه لمطاردة مونتاج. بعد أن بدل ملابسه، ونظف بيت فيبر من رائحته ليحول من تتبع الكلب الآلي لها؛ توجه إلى النهر، ليحمله التيار إلى الضفة المقابلة، ليجد نفسه أخيراً في الريف. والتقى هناك بالقراء المنفيين، يقودهم رجل يدعى "قرينجر"، الذي أراه المطاردة في تلفاز صغير يعمل بالبطاريات، وتوقع أن مونتاج سيقبض عليه في بضع دقائق. وكما توقع، امسك الكلب الآلي برجل بريء ادعوا أنه هو مونتاج، وقتل مباشرة ليراه الجميع، وتغلق قضيته أمامهم ليعتبروا بها. كل المنفيين كانوا من المثقفين في المجتمع في الماضي، وكل واحد منهم يحفظ كتاباً كاملاً في عقله، متأهبين ليوم تنهار فيه حضارتهم ليتوجب عليهم بناؤها من جديد. سأل جرانجر مونتاج إن كان عنده ما يشاركهم إياه فأجاب مونتاج بأنه يتذكر أجزاء من "سفر الجامعة" من الكتاب المقدس. وبينما كان جرانجر يعلم مونتاج فلسفة المجموعة المنفية التي صار عضواً فيها، وطريقتهم الخاصة للتذكر ولحفظ الكتب بالوصول للذاكرة البصرية في عقولهم؛ شاهدوا طائرات العدو تحوم فوق مدينتهم، لتنسفها بالقنابل النووية فتساويها بالأرض، لتنتهي الحرب التي بدأت في أقل من ليلة واحدة. ولولا أن فيبر لم يغادر بالحافلة، لكان قتل مع الجميع بمن فيهم ميلدريد. تعرض مونتاج ورفاقه لجروح لكنهم تشبثوا في أماكنهم لينجوا من موجة الصدم. وفي صباح اليوم التالي قص قرينجر على مونتاج ورفاقه "أسطورة طائر الفينيق" وعن الدورة التي لا تنتهي من الحياة الطويلة، والموت بالاحتراق، وإعادة البعث من الرماد. وقال: أن طائر الفينيق مثل البشر، فهم يعيدون أخطاءهم مراراً وتكراراً، لكن ما يميز البشر عن الفينيق أنهم يتذكرون أخطاءهم، ويحاولون عدم الوقوع فيها مجدداً. وأضاف قائلاً: يجب أن يبنى مصنع عملاق للمرايا، ليمعن الناس النظر في أنفسهم، وليعيدوا التفكير في حيواتهم. بعد أن فرغوا من إفطارهم عاد المنفيون إلى مدينتهم، ليعيدوا بناء المجتمع.

## الشخصيات
- جاي مونتاج رجل إطفاء، حيث أنه الشخصية الرئيسة في القصة .
- كلاريس ماكليلان فتاة مراهقة مثقفة تعيش بجوار مونتاج .
- ميلدرد «ميلي» مونتاج زوجة مونتاج، مدمنة على مشاهدة التلفاز .
- كابتن بيتي رئيس مونتاج في العمل .
- سنوتمان وبلاك أصدقاء مونتاج في العمل .
- فيبر أستاذ لغة أنجليزية سابق .
- السيدة آن بولز والسيدة كلارا فيلبس صديقات ميلدرد.
- جرانجر قائد المجموعة المنفية، يقومون بحفظ الكتب غيبًا للحفاظ على محتوياتها .

## السياق التاريخي
بدأ شغف برادبري طويل المدى بالكتب في سن مبكرة. لم تتمكن عائلة برادبري من دفع تكاليف دراسته إلى الجامعة بعد تخرجه من المدرسة الثانوية، لذا بدأ برادبري يقضي بعض الوقت في مكتبة لوس أنجلوس العامة حيث علّم نفسه بشكل أساسي. كزائر متكرر للمكتبات المحلية في عشرينيات وثلاثينيات القرن الماضي، يتذكر برادبري شعوره بخيبة أمل لأنهم لم يمتلكوا روايات الخيال العلمي الشائعة، مثل روايات اتش جي ويلز، لأنها لم تُعتبر في ذلك الوقت أدبًا بالدرجة الكافية. بين هذا والتعلم عن تدمير مكتبة الإسكندرية، كان هناك تأثير كبير على الشاب حول قابلية الكتب للرقابة والتدمير. 

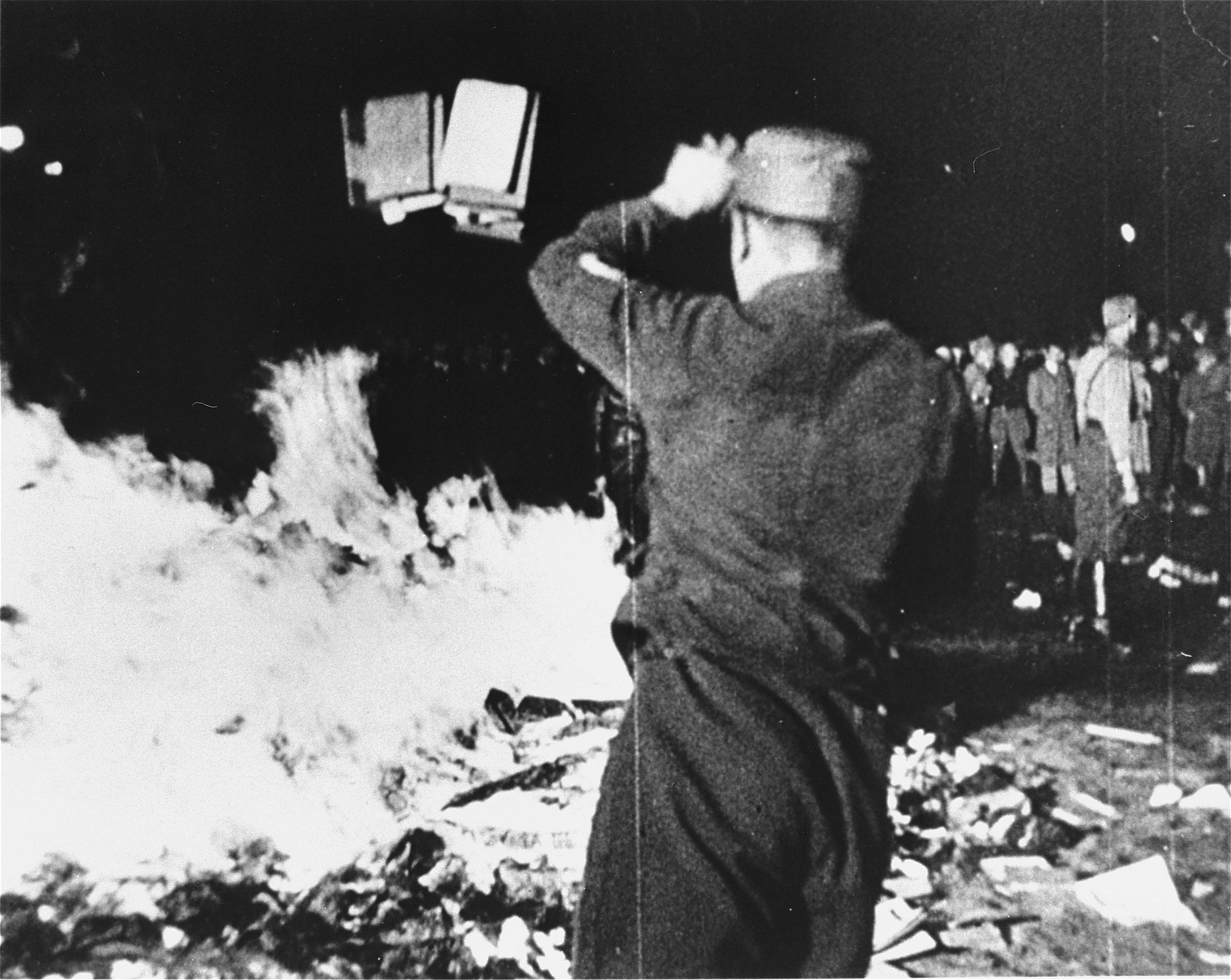
مشهد حقيقي لحرق الكتب في ألمانيا النازية (من مصادر إلهام المؤلف لكتابة فهرنهايت 451)

في وقت لاحق أثناء مراهقته، كان برادبري مرعوبًا من عمليات حرق الكتب على يد النازيين، ولاحقًا من حملة جوزيف ستالين للقمع السياسي، التي أُطلق عليها اسم «التطهير العظيم»، وخلالها أُلقي القبض على الكتّاب والشعراء من بين آخرين كثيرين، وأُعدموا في أغلب الأحيان.
بعد وقت قصير من القصف النووي على هيروشيما وناجازاكي في ختام الحرب العالمية الثانية، ركزت الولايات المتحدة اهتمامها على مشروع القنبلة الذرية السوفيتي وتوسع الشيوعية. عقدت لجنة الأنشطة غير الأمريكية التابعة لمجلس النواب، التي شُكلت في عام 1938 للتحقيق مع المواطنين والمنظمات الأمريكية المشتبه في ارتباطهم بعلاقات شيوعية، جلسات استماع في عام 1947 للتحقيق في التأثير الشيوعي المزعوم في صناعة أفلام هوليود. نتج عن هذه الجلسات قائمة سوداء تُسمى بـ «هوليوود 10»، تسبب في منع عدد من كتاب السيناريو والمخرجين المؤثرين. أغضب هذا التدخل الحكومي في شؤون الفنانين والمبدعين برادبري إلى حد كبير. شعر برادبري بالمرارة والقلق حيال طريقة عمل حكومته. ألهم لقاء ليلي في أواخر عام 1949 مع ضابط شرطة مفرط الحماس برادبري لكتابة «المشاة» (بالإنجليزية: The Pedestrian)، وهي قصة قصيرة ستتواصل لتصبح «رجل الإطفاء» (بالإنجليزية: The Fireman)، ثم فهرنهايت 451. عمّق زيادة جلسات السناتور جوزيف مكارثي المعادية للشيوعيين وإلقاء الشكوك والتخوين بالشيوعية، ابتداءً من عام 1950، من ازدراء برادبري لتجاوزات الحكومة.
غالبًا ما يُعتبر العام الذي بدأت فيه لجنة الأنشطة غير الأمريكية التابعة لمجلس النواب بالتحقيق في هوليوود بداية الحرب الباردة، مثل مارس 1947، وقتما أُعلن عن مبدأ ترومان. بحلول عام 1950 تقريبًا، كانت الحرب الباردة تجري على قدم وساق، وكان خوف الجمهور الأمريكي من نشوب حرب نووية والتأثير الشيوعي على أعلى مستوى. أُعدت الساحة لبرادبري ليكتب النهاية المثيرة لروايته فهرنهايت 451 بخصوص محرقة نووية، كمثال على السيناريو الذي خشيه الكثير من الأميركيين في ذلك الوقت.
شهدت بداية حياة برادبري العصر الذهبي للإذاعة، بينما بدأ الانتقال إلى العصر الذهبي للتلفزيون في وقت قريب من الوقت الذي بدأ فيه العمل على القصص التي من شأنها أن تؤدي في النهاية إلى فهرنهايت 451. رأى برادبري أن هذه الأشكال من وسائل الإعلام تشكل تهديدًا لقراءة الكتب، بل في الواقع تهديدًا للمجتمع ككل، لأنه يعتقد أنها يمكن أن تعمل على صرف الانتباه عن الشؤون المهمة. هذا الاحتقار لوسائل الإعلام والتكنولوجيا من شأنه أن يعبر عن نفسه من خلال ميلدريد وأصدقائها، وهو ثيمة مهمة في الرواية.

## روابط خارجية
- فهرنهايت 451 على موقع الموسوعة البريطانية (الإنجليزية)